# Trancas
Trancas é uma cidade da Argentina, capital do departamento de Trancas, província de Tucumã.